# Groupe J des éliminatoires du Championnat d'Europe de football 2024
 (décembre 2022).
Navigation
- A
- B
- C
- D
- E
- F
- G
- H
- I
- J

Le groupe J des éliminatoires du Championnat d'Europe de football 2024 est l'un des dix groupes qui décideront quelles équipes se qualifieront pour la phase finale de l'Euro 2024 en Allemagne. Le groupe J comprend six équipes : le Portugal, la Bosnie-Herzégovine, l'Islande, le Luxembourg, la Slovaquie et le Liechtenstein. Les équipes s'affronteront à domicile et à l'extérieur dans un tournoi toutes rondes.
Les deux meilleures équipes se qualifieront directement pour le tournoi final. Les participants aux barrages seront déterminés en fonction de leurs performances dans la Ligue des nations de l'UEFA 2022-2023.

## Classement
| Rang | Équipe             | Pts | J  | G  | N | P  | Bp | Bc | Diff |  | Résultats (▼ dom., ► ext.) |     |     |     |     |     |     |
| ---- | ------------------ | --- | -- | -- | - | -- | -- | -- | ---- |  | -------------------------- | --- | --- | --- | --- | --- | --- |
| 1    | Portugal           | 30  | 10 | 10 | 0 | 0  | 36 | 2  | +34  |  | Portugal                   |     | 3-2 | 9-0 | 2-0 | 3-0 | 4-0 |
| 2    | Slovaquie          | 22  | 10 | 7  | 1 | 2  | 17 | 8  | +9   |  | Slovaquie                  | 0-1 |     | 0-0 | 4-2 | 2-0 | 3-0 |
| 3    | Luxembourg         | 17  | 10 | 5  | 2 | 3  | 13 | 19 | -6   |  | Luxembourg                 | 0-6 | 0-1 |     | 3-1 | 4-1 | 2-0 |
| 4    | Islande            | 10  | 10 | 3  | 1 | 6  | 17 | 16 | +1   |  | Islande                    | 0-1 | 1-2 | 1-1 |     | 1-0 | 4-0 |
| 5    | Bosnie-Herzégovine | 9   | 10 | 3  | 0 | 7  | 9  | 20 | -11  |  | Bosnie-Herzégovine         | 0-5 | 1-2 | 0-2 | 3-0 |     | 2-1 |
| 6    | Liechtenstein      | 0   | 10 | 0  | 0 | 10 | 1  | 28 | -27  |  | Liechtenstein              | 0-2 | 0-1 | 0-1 | 0-7 | 0-2 |     |

## Matchs
La liste des matches sera publiée par l'UEFA le 10 octobre 2022, le jour après le tirage au sort organisé à Francfort,,. Les heures sont CET/CEST, comme indiqué par l'UEFA (les heures locales, si elles sont différentes, sont entre parenthèses).

## Résultats et calendrier
| 1re journée                | Portugal                                                     | 4 - 0   | Liechtenstein | Estádio José Alvalade XXI, Lisbonne                                                |                                                                                    |
| 23 mars 2023 20h45 (19h45) | Cancelo 8e · B. Silva 47e · Ronaldo 51e (pen.) · Ronaldo 63e | (1 - 0) |               | Spectateurs : 45 378 Arbitrage : Espen Eskås Arbitre vidéo : Juan Martínez Munuera | Spectateurs : 45 378 Arbitrage : Espen Eskås Arbitre vidéo : Juan Martínez Munuera |
| 23 mars 2023 20h45 (19h45) | Rapport                                                      |         |               | Spectateurs : 45 378 Arbitrage : Espen Eskås Arbitre vidéo : Juan Martínez Munuera | Spectateurs : 45 378 Arbitrage : Espen Eskås Arbitre vidéo : Juan Martínez Munuera |

| 23 mars 2023 | Slovaquie | 0 - 0   | Luxembourg              | Stade Antona-Malatinského, Trnava                                        |                                                                          |
| 20h45        |           | (0 - 0) |                         | Spectateurs : 3 523 Arbitrage : Rade Obrenovič Arbitre vidéo : Matej Jug | Spectateurs : 3 523 Arbitrage : Rade Obrenovič Arbitre vidéo : Matej Jug |
| 20h45        |           | Rapport | 57e Gerson · 90+4e Jans | Spectateurs : 3 523 Arbitrage : Rade Obrenovič Arbitre vidéo : Matej Jug | Spectateurs : 3 523 Arbitrage : Rade Obrenovič Arbitre vidéo : Matej Jug |

| 23 mars 2023 | Bosnie-Herzégovine                                    | 3 - 0   | Islande                                          | Stade Bilino-Polje, Zenica                                                  |                                                                             |
| 20h45        | Krunić 14e · Krunić 40e · ( Hadžiahmetović) Dedić 63e | (2 - 0) |                                                  | Spectateurs : 9 234 Arbitrage : Donatas Rumšas Arbitre vidéo : Paolo Valeri | Spectateurs : 9 234 Arbitrage : Donatas Rumšas Arbitre vidéo : Paolo Valeri |
| 20h45        | Tahirović 45+4e · Dedić 64e                           | Rapport | 17e Haraldsson · 19e Pálsson · 45+4e Guðmundsson | Spectateurs : 9 234 Arbitrage : Donatas Rumšas Arbitre vidéo : Paolo Valeri | Spectateurs : 9 234 Arbitrage : Donatas Rumšas Arbitre vidéo : Paolo Valeri |

| 2e journée         | Liechtenstein              | 0 - 7   | Islande | Rheinpark Stadion, Vaduz                                                 |                                                                          |
| 26 mars 2023 18h00 |                            | (0 - 2) | 3e Ólafsson (Finnbogason ) · 38e Haraldsson (Gunnarsson ) · 48e Gunnarsson (Þorsteinsson ) · 68e Gunnarsson (Þorsteinsson ) · 73e (pen.) Gunnarsson · 85e Guðjohnsen (Ólafsson ) · 87e Ellertsson (Þorsteinsson ) | Spectateurs : 1 692 Arbitrage : Jakob Kehlet Arbitre vidéo : Pawel Pskit | Spectateurs : 1 692 Arbitrage : Jakob Kehlet Arbitre vidéo : Pawel Pskit |
| 26 mars 2023 18h00 | Wolfinger 60e · Weiser 64e | Rapport | 56e Finnbogason | Spectateurs : 1 692 Arbitrage : Jakob Kehlet Arbitre vidéo : Pawel Pskit | Spectateurs : 1 692 Arbitrage : Jakob Kehlet Arbitre vidéo : Pawel Pskit |

| 26 mars 2023 | Slovaquie                         | 2 - 0   | Bosnie-Herzégovine | Tehelné pole, Bratislava                                                   |                                                                            |
| 20h45        | ( Lobotka) Mak 13e · Haraslín 40e | (2 - 0) |                    | Spectateurs : 6 052 Arbitrage : Marco Di Bello Arbitre vidéo : Marco Guida | Spectateurs : 6 052 Arbitrage : Marco Di Bello Arbitre vidéo : Marco Guida |
| 20h45        | Rapport                           |         |                    | Spectateurs : 6 052 Arbitrage : Marco Di Bello Arbitre vidéo : Marco Guida | Spectateurs : 6 052 Arbitrage : Marco Di Bello Arbitre vidéo : Marco Guida |

| 26 mars 2023 | Luxembourg                                                      | 0 - 6   | Portugal | Stade de Luxembourg, Luxembourg                                              |                                                                              |
| 20h45        |                                                                 | (0 - 4) | 9e Ronaldo (Mendes ) · 15e Félix (B. Silva ) · 18e B. Silva (Palhinha ) · 31e Ronaldo (Fernandes ) · 77e Otávio (Leão ) · 88e Leão (Neves ) | Spectateurs : 9 231 Arbitrage : Radu Petrescu Arbitre vidéo : Ovidiu Hațegan | Spectateurs : 9 231 Arbitrage : Radu Petrescu Arbitre vidéo : Ovidiu Hațegan |
| 20h45        | V. Thill 32e · Martins 37e · Martins Pereira 74e · Barreiro 82e | Rapport | 57e Ronaldo | Spectateurs : 9 231 Arbitrage : Radu Petrescu Arbitre vidéo : Ovidiu Hațegan | Spectateurs : 9 231 Arbitrage : Radu Petrescu Arbitre vidéo : Ovidiu Hațegan |

| 3e journée         | Luxembourg                                         | 2 - 0   | Liechtenstein             | Stade de Luxembourg, Luxembourg                                                    |                                                                                    |
| 17 juin 2023 15h00 | ( Rodrigues) Sinani 59e · ( Martins) Rodrigues 89e | (0 - 0) |                           | Spectateurs : 6 806 Arbitrage : Oleksiy Derevinskyi Arbitre vidéo : Benoît Bastien | Spectateurs : 6 806 Arbitrage : Oleksiy Derevinskyi Arbitre vidéo : Benoît Bastien |
| 17 juin 2023 15h00 | Jans 22e · Chanot 79e                              | Rapport | 27e Lüchinger · 77e Malin | Spectateurs : 6 806 Arbitrage : Oleksiy Derevinskyi Arbitre vidéo : Benoît Bastien | Spectateurs : 6 806 Arbitrage : Oleksiy Derevinskyi Arbitre vidéo : Benoît Bastien |

| 17 juin 2023  | Islande                | 1 - 2   | Slovaquie                        | Laugardalsvöllur, Reykjavík                                                     |                                                                                 |
| 20h45 (18h45) | Finnbogason 41e (pen.) | (1 - 1) | 27e Kucka (Hamšík ) · 69e Suslov | Spectateurs : 7 555 Arbitrage : Donald Robertson Arbitre vidéo : Chris Kavanagh | Spectateurs : 7 555 Arbitrage : Donald Robertson Arbitre vidéo : Chris Kavanagh |
| 20h45 (18h45) | Magnússon 67e          | Rapport | 26e Pekarík                      | Spectateurs : 7 555 Arbitrage : Donald Robertson Arbitre vidéo : Chris Kavanagh | Spectateurs : 7 555 Arbitrage : Donald Robertson Arbitre vidéo : Chris Kavanagh |

| 17 juin 2023  | Portugal                                                             | 3 - 0   | Bosnie-Herzégovine         | Estádio da Luz, Lisbonne                                                          |                                                                                   |
| 20h45 (19h45) | ( Fernandes) B. Silva 44e · ( Neves) Fernandes 77e · Fernandes 90+3e | (1 - 0) |                            | Spectateurs : 55 058 Arbitrage : Davide Massa Arbitre vidéo : Massimiliano Irrati | Spectateurs : 55 058 Arbitrage : Davide Massa Arbitre vidéo : Massimiliano Irrati |
| 20h45 (19h45) | Pereira 44e                                                          | Rapport | 41e Pjanić · 84e Tahirović | Spectateurs : 55 058 Arbitrage : Davide Massa Arbitre vidéo : Massimiliano Irrati | Spectateurs : 55 058 Arbitrage : Davide Massa Arbitre vidéo : Massimiliano Irrati |

| 4e journée                 | Islande                                                                      | 0 - 1   | Portugal                               | Laugardalsvöllur, Reykjavík                                                    |                                                                                |
| 20 juin 2023 20h45 (18h45) |                                                                              | (0 - 0) | 89e Ronaldo (Inácio )                  | Spectateurs : 9 517 Arbitrage : Daniel Siebert Arbitre vidéo : Bastian Dankert | Spectateurs : 9 517 Arbitrage : Daniel Siebert Arbitre vidéo : Bastian Dankert |
| 20 juin 2023 20h45 (18h45) | Guðmundsson 54e · Finnbogason 45+1e · Willumsson 70e, 81e · Þorsteinsson 74e | Rapport | 27e Dalot · 74e B. Silva · 83e Ronaldo | Spectateurs : 9 517 Arbitrage : Daniel Siebert Arbitre vidéo : Bastian Dankert | Spectateurs : 9 517 Arbitrage : Daniel Siebert Arbitre vidéo : Bastian Dankert |

| 20 juin 2023 | Bosnie-Herzégovine | 0 - 2   | Luxembourg                                                  | Stade Bilino Polje, Zenica                                              |                                                                         |
| 20h45        |                    | (0 - 1) | 4e Borges Sanches · 74e Sinani (Barreiro )                  | Spectateurs : 8 600 Arbitrage : Gal Leibovitz Arbitre vidéo : Ziv Adler | Spectateurs : 8 600 Arbitrage : Gal Leibovitz Arbitre vidéo : Ziv Adler |
| 20h45        | Džeko 88e          | Rapport | 55e Bohnert · 63e Martins Pereira · 86e Martins · 88e Moris | Spectateurs : 8 600 Arbitrage : Gal Leibovitz Arbitre vidéo : Ziv Adler | Spectateurs : 8 600 Arbitrage : Gal Leibovitz Arbitre vidéo : Ziv Adler |

| 20 juin 2023 | Liechtenstein | 0 - 1   | Slovaquie             | Rheinpark Stadion, Vaduz                                                    |                                                                             |
| 20h45        |               | (0 - 1) | 45+1e Vavro (Hancko ) | Spectateurs : 2 316 Arbitrage : Yigal Frid Arbitre vidéo : Daniel Bar Natan | Spectateurs : 2 316 Arbitrage : Yigal Frid Arbitre vidéo : Daniel Bar Natan |
| 20h45        | Beck 31e      | Rapport |                       | Spectateurs : 2 316 Arbitrage : Yigal Frid Arbitre vidéo : Daniel Bar Natan | Spectateurs : 2 316 Arbitrage : Yigal Frid Arbitre vidéo : Daniel Bar Natan |

| 5e journée             | Slovaquie              | 0 - 1   | Portugal                  | Tehelné pole, Bratislava                                                     |                                                                              |
| 8 septembre 2023 20h45 |                        | (0 - 1) | 43e Fernandes (B. Silva ) | Spectateurs : 21 473 Arbitrage : Glenn Nyberg Arbitre vidéo : Pol van Boekel | Spectateurs : 21 473 Arbitrage : Glenn Nyberg Arbitre vidéo : Pol van Boekel |
| 8 septembre 2023 20h45 | Schranz 35e · Duda 53e | Rapport | 62e Ronaldo               | Spectateurs : 21 473 Arbitrage : Glenn Nyberg Arbitre vidéo : Pol van Boekel | Spectateurs : 21 473 Arbitrage : Glenn Nyberg Arbitre vidéo : Pol van Boekel |

| 8 septembre 2023 | Bosnie-Herzégovine                        | 2 - 1   | Liechtenstein                          | Stade Bilino Polje, Zenica                                                   |                                                                              |
| 20h45            | ( Bilbija) Džeko 3e · Lüchinger 18e (csc) | (2 - 1) | 21e Wolfinger                          | Spectateurs : 6 189 Arbitrage : Sayat Karabayev Arbitre vidéo : Luis Godinho | Spectateurs : 6 189 Arbitrage : Sayat Karabayev Arbitre vidéo : Luis Godinho |
| 20h45            | Kolašinac 57e · Krunić 60e                | Rapport | 66e Traber · 74e Malin · 76e Lüchinger | Spectateurs : 6 189 Arbitrage : Sayat Karabayev Arbitre vidéo : Luis Godinho | Spectateurs : 6 189 Arbitrage : Sayat Karabayev Arbitre vidéo : Luis Godinho |

| 8 septembre 2023 | Luxembourg                                                                    | 3 - 1   | Islande                                               | Stade de Luxembourg, Luxembourg                                               |                                                                               |
| 20h45            | Chanot 9e (pen.) · ( Curci) Borges Sanches 70e · ( Borges Sanches) Sinani 89e | (1 - 0) | 88e Haraldsson (Jóhannesson )                         | Spectateurs : 7 427 Arbitrage : Goga Kikacheishvili Arbitre vidéo : Ziv Adler | Spectateurs : 7 427 Arbitrage : Goga Kikacheishvili Arbitre vidéo : Ziv Adler |
| 20h45            | Mahmutovic 13e · Martins Pereira 15e                                          | Rapport | 39e, 73e Magnússon · 56e Haraldsson · 85e Jóhannesson | Spectateurs : 7 427 Arbitrage : Goga Kikacheishvili Arbitre vidéo : Ziv Adler | Spectateurs : 7 427 Arbitrage : Goga Kikacheishvili Arbitre vidéo : Ziv Adler |

| 6e journée                      | Islande           | 1 - 0   | Bosnie-Herzégovine               | Laugardalsvöllur, Reykjavík                                                        |                                                                                    |
| 11 septembre 2023 20h45 (18h45) | Finnbogason 90+1e | (0 - 0) |                                  | Spectateurs : 5 229 Arbitrage : Lawrence Visser Arbitre vidéo : Bram Van Driessche | Spectateurs : 5 229 Arbitrage : Lawrence Visser Arbitre vidéo : Bram Van Driessche |
| 11 septembre 2023 20h45 (18h45) | Traustason 70e    | Rapport | 29e Hadžikadunić · 81e Miličević | Spectateurs : 5 229 Arbitrage : Lawrence Visser Arbitre vidéo : Bram Van Driessche | Spectateurs : 5 229 Arbitrage : Lawrence Visser Arbitre vidéo : Bram Van Driessche |

| 11 septembre 2023 | Portugal | 9 - 0   | Luxembourg                              | Estádio do Algarve, Faro-Loulé                                              |                                                                             |
| 20h45 (19h45)     | ( Fernandes) Inácio 12e · ( B. Silva) Ramos 18e · ( Leão) Ramos 34e · ( Fernandes) Inácio 45+5e · ( Fernandes) Jota 57e · ( Jota) Horta 67e · Jota 77e · ( Otávio) Fernandes 83e · ( Neves) Félix 88e | (4 - 0) |                                         | Spectateurs : 18 932 Arbitrage : John Brooks Arbitre vidéo : Stuart Attwell | Spectateurs : 18 932 Arbitrage : John Brooks Arbitre vidéo : Stuart Attwell |
| 20h45 (19h45)     | | Rapport | 55e Thill · 65e Mahmutovic · 76e Gerson | Spectateurs : 18 932 Arbitrage : John Brooks Arbitre vidéo : Stuart Attwell | Spectateurs : 18 932 Arbitrage : John Brooks Arbitre vidéo : Stuart Attwell |

| 11 septembre 2023 | Slovaquie                                         | 3 - 0   | Liechtenstein | Tehelné pole, Bratislava                                                             |                                                                                      |
| 20h45             | ( Boženík) Hancko 1re · Duda 3e · ( Bénes) Mak 6e | (3 - 0) |               | Spectateurs : 13 679 Arbitrage : Sander Van Der Eijk Arbitre vidéo : Jochem Kamphuis | Spectateurs : 13 679 Arbitrage : Sander Van Der Eijk Arbitre vidéo : Jochem Kamphuis |
| 20h45             | Tomič 45+2e · Hrošovský 77e · De Marco 87e        | Rapport | 28e Wieser    | Spectateurs : 13 679 Arbitrage : Sander Van Der Eijk Arbitre vidéo : Jochem Kamphuis | Spectateurs : 13 679 Arbitrage : Sander Van Der Eijk Arbitre vidéo : Jochem Kamphuis |

| 7e journée                    | Islande                     | 1 - 1   | Luxembourg                                                                  | Laugardalsvöllur, Reykjavík                                                              |                                                                                          |
| 13 octobre 2023 20h45 (18h45) | ( Sigurðsson) Óskarsson 23e | (1 - 0) | 46e Rodrigues (Barreiro )                                                   | Spectateurs : 4 568 Arbitrage : Sebastian Gishamer Arbitre vidéo : Manuel Schüttengruber | Spectateurs : 4 568 Arbitrage : Sebastian Gishamer Arbitre vidéo : Manuel Schüttengruber |
| 13 octobre 2023 20h45 (18h45) | Ingason 66e · Finnsson 75e  | Rapport | 20e Mahmutovic · 44e Curci · 64e Martins Pereira · 82e Chanot · 90+4e Moris | Spectateurs : 4 568 Arbitrage : Sebastian Gishamer Arbitre vidéo : Manuel Schüttengruber | Spectateurs : 4 568 Arbitrage : Sebastian Gishamer Arbitre vidéo : Manuel Schüttengruber |

| 13 octobre 2023 | Portugal                                                               | 3 - 2   | Slovaquie                                 | Stade du Dragon, Porto                                                                     |                                                                                            |
| 20h45 (19h45)   | ( Fernandes) Ramos 18e · Ronaldo 29e (pen.) · ( Fernandes) Ronaldo 72e | (2 - 0) | 69e Hancko (Bénes ) · 80e Lobotka (Duda ) | Spectateurs : 46 601 Arbitrage : Anastasios Sidiropoulos Arbitre vidéo : Angelos Evangelou | Spectateurs : 46 601 Arbitrage : Anastasios Sidiropoulos Arbitre vidéo : Angelos Evangelou |
| 20h45 (19h45)   | Fernandes 57e · Palhinha 75e                                           | Rapport | 31e Pekarík · 61e Duda · 85e Suslov       | Spectateurs : 46 601 Arbitrage : Anastasios Sidiropoulos Arbitre vidéo : Angelos Evangelou | Spectateurs : 46 601 Arbitrage : Anastasios Sidiropoulos Arbitre vidéo : Angelos Evangelou |

| 13 octobre 2023 | Liechtenstein | 0 - 2   | Bosnie-Herzégovine                           | Rheinpark Stadion, Vaduz                                                       |                                                                                |
| 20h45           |               | (0 - 2) | 13e Rahmanović · 41e Stevanović (Demirović ) | Spectateurs : 5 874 Arbitrage : Damian Sylwestrzak Arbitre vidéo : Piotr Lasyk | Spectateurs : 5 874 Arbitrage : Damian Sylwestrzak Arbitre vidéo : Piotr Lasyk |
| 20h45           | Salanović 33e | Rapport |                                              | Spectateurs : 5 874 Arbitrage : Damian Sylwestrzak Arbitre vidéo : Piotr Lasyk | Spectateurs : 5 874 Arbitrage : Damian Sylwestrzak Arbitre vidéo : Piotr Lasyk |

| 8e journée                    | Islande | 4 - 0   | Liechtenstein         | Laugardalsvöllur, Reykjavík                                                          |                                                                                      |
| 16 octobre 2023 20h45 (18h45) | Sigurðsson 22e (pen.) · ( Willumsson) Finnbogason 44e · ( Traustason) Sigurðsson 49e · ( Þorsteinsson) Haraldsson 63e | (2 - 0) |                       | Spectateurs : 4 317 Arbitrage : Abdulkadir Bitigen Arbitre vidéo : Christian Dingert | Spectateurs : 4 317 Arbitrage : Abdulkadir Bitigen Arbitre vidéo : Christian Dingert |
| 16 octobre 2023 20h45 (18h45) | Óskarsson 67e | Rapport | 51e Marxer · 59e Sele | Spectateurs : 4 317 Arbitrage : Abdulkadir Bitigen Arbitre vidéo : Christian Dingert | Spectateurs : 4 317 Arbitrage : Abdulkadir Bitigen Arbitre vidéo : Christian Dingert |

| 16 octobre 2023 | Bosnie-Herzégovine               | 0 - 5   | Portugal | Stade Bilino Polje, Zenica                                                      |                                                                                 |
| 20h45           |                                  | (0 - 5) | 5e (pen.) Ronaldo · 20e Ronaldo (Félix ) · 25e Fernandes (Inácio ) · 32e Cancelo (Fernandes ) · 41e Félix (Otávio ) | Spectateurs : 13 047 Arbitrage : Halil Umut Meler Arbitre vidéo : Benoît Millot | Spectateurs : 13 047 Arbitrage : Halil Umut Meler Arbitre vidéo : Benoît Millot |
| 20h45           | Hadžikadunić 83e · Kolašinac 88e | Rapport | | Spectateurs : 13 047 Arbitrage : Halil Umut Meler Arbitre vidéo : Benoît Millot | Spectateurs : 13 047 Arbitrage : Halil Umut Meler Arbitre vidéo : Benoît Millot |

| 16 octobre 2023 | Luxembourg                                       | 0 - 1   | Slovaquie                                                | Stade de Luxembourg, Luxembourg                                                            |                                                                                            |
| 20h45           |                                                  | (0 - 0) | 77e Ďuriš (Hancko )                                      | Spectateurs : 9 386 Arbitrage : José María Sánchez Arbitre vidéo : Carlos del Cerro Grande | Spectateurs : 9 386 Arbitrage : José María Sánchez Arbitre vidéo : Carlos del Cerro Grande |
| 20h45           | Thill 26e · Jans 27e · Sinani 74e · Olesen 90+3e | Rapport | 29e Pekarík · 79e Boženík · 90e Suslov · 90+1e Hrošovský | Spectateurs : 9 386 Arbitrage : José María Sánchez Arbitre vidéo : Carlos del Cerro Grande | Spectateurs : 9 386 Arbitrage : José María Sánchez Arbitre vidéo : Carlos del Cerro Grande |

| 9e journée             | Slovaquie                                                                              | 4 - 2   | Islande                                                  | Tehelné pole, Bratislava                                                     |                                                                              |
| 16 novembre 2023 20h45 | ( Haraslín) Kucka 30e · Duda 36e (pen.) · ( Duda) Haraslín 47e · ( Kucka) Haraslín 55e | (2 - 1) | 17e Óskarsson (Pálsson ) · 74e Guðjohnsen (Guðmundsson ) | Spectateurs : 21 548 Arbitrage : Craig Pawson Arbitre vidéo : Chris Kavanagh | Spectateurs : 21 548 Arbitrage : Craig Pawson Arbitre vidéo : Chris Kavanagh |
| 16 novembre 2023 20h45 | Dúbravka 88e                                                                           | Rapport |                                                          | Spectateurs : 21 548 Arbitrage : Craig Pawson Arbitre vidéo : Chris Kavanagh | Spectateurs : 21 548 Arbitrage : Craig Pawson Arbitre vidéo : Chris Kavanagh |

| 16 novembre 2023 | Luxembourg                                                                        | 4 - 1   | Bosnie-Herzégovine                                                               | Stade de Luxembourg, Luxembourg                                                |                                                                                |
| 20h45            | ( Bohnert) Olesen 6e · Rodrigues 30e (pen.) · Mujakić 55e (csc) · Rodrigues 90+5e | (2 - 0) | 90+3e Gojković (Hajradinović )                                                   | Spectateurs : 8 520 Arbitrage : Andris Treimanis Arbitre vidéo : Dennis Higler | Spectateurs : 8 520 Arbitrage : Andris Treimanis Arbitre vidéo : Dennis Higler |
| 20h45            | Martins Pereira 24e · Mahmutovic 61e · O. Thill 90e                               | Rapport | 26e Hadžiahmetović · 28e Cimirot · 45+4e Gojković · 69e Hajradinović · 71e Dedić | Spectateurs : 8 520 Arbitrage : Andris Treimanis Arbitre vidéo : Dennis Higler | Spectateurs : 8 520 Arbitrage : Andris Treimanis Arbitre vidéo : Dennis Higler |

| 16 novembre 2023 | Liechtenstein | 0 - 2   | Portugal                                      | Rheinpark Stadion, Vaduz                                                       |                                                                                |
| 20h45            |               | (0 - 0) | 46e Ronaldo (Jota ) · 57e Cancelo (A. Silva ) | Spectateurs : 5 749 Arbitrage : Mohammed Al-Hakim Arbitre vidéo : Jonas Hansen | Spectateurs : 5 749 Arbitrage : Mohammed Al-Hakim Arbitre vidéo : Jonas Hansen |
| 20h45            | Lüchinger 24e | Rapport | 90+5e Jota                                    | Spectateurs : 5 749 Arbitrage : Mohammed Al-Hakim Arbitre vidéo : Jonas Hansen | Spectateurs : 5 749 Arbitrage : Mohammed Al-Hakim Arbitre vidéo : Jonas Hansen |

| 10e journée                    | Portugal                                         | 2 - 0   | Islande                                                               | Estádio José Alvalade XXI, Lisbonne                                                               |                                                                                                   |
| 19 novembre 2023 20h45 (19h45) | ( B. Silva) Fernandes 37e · ( Ronaldo) Horta 66e | (1 - 0) |                                                                       | Spectateurs : 45 655 Arbitrage : Anastasios Papapetrou Arbitre vidéo : Aristotelis Diamantopoulos | Spectateurs : 45 655 Arbitrage : Anastasios Papapetrou Arbitre vidéo : Aristotelis Diamantopoulos |
| 19 novembre 2023 20h45 (19h45) | Palhinha 54e · Félix 84e                         | Rapport | 28e Jóhannesson · 32e Þorsteinsson · 46e Willumsson · 54e Guðmundsson | Spectateurs : 45 655 Arbitrage : Anastasios Papapetrou Arbitre vidéo : Aristotelis Diamantopoulos | Spectateurs : 45 655 Arbitrage : Anastasios Papapetrou Arbitre vidéo : Aristotelis Diamantopoulos |

| 19 novembre 2023 | Bosnie-Herzégovine                           | 1 - 2   | Slovaquie                                  | Stade Bilino Polje, Zenica                                                   |                                                                              |
| 20h45            | Hrošovský 49e (csc)                          | (0 - 0) | 52e Boženík (Hancko ) · 71e Šatka (Kucka ) | Spectateurs : 3 800 Arbitrage : Julian Weinberger Arbitre vidéo : Alan Kijas | Spectateurs : 3 800 Arbitrage : Julian Weinberger Arbitre vidéo : Alan Kijas |
| 20h45            | Gojković 35e, 63e · Bašić 48e · Prevljak 58e | Rapport | 52e Boženík                                | Spectateurs : 3 800 Arbitrage : Julian Weinberger Arbitre vidéo : Alan Kijas | Spectateurs : 3 800 Arbitrage : Julian Weinberger Arbitre vidéo : Alan Kijas |

| 19 novembre 2023 | Liechtenstein                     | 0 - 1   | Luxembourg               | Rheinpark Stadion, Vaduz                                                         |                                                                                  |
| 20h45            |                                   | (0 - 0) | 69e Rodrigues (Bohnert ) | Spectateurs : 2 241 Arbitrage : Stéphanie Frappart Arbitre vidéo : Willy Delajod | Spectateurs : 2 241 Arbitrage : Stéphanie Frappart Arbitre vidéo : Willy Delajod |
| 20h45            | Wieser 7e · Malin 69e · Meier 73e | Rapport | 5e Sinani                | Spectateurs : 2 241 Arbitrage : Stéphanie Frappart Arbitre vidéo : Willy Delajod | Spectateurs : 2 241 Arbitrage : Stéphanie Frappart Arbitre vidéo : Willy Delajod |

## Statistiques

### Buteurs
10 buts           
- Cristiano Ronaldo (dont 3 penalty)

6 buts       
- Bruno Fernandes

5 buts      
- Gerson Rodrigues

3 buts    
- Aron Gunnarsson (dont 1 penalty)
- Hákon Arnar Haraldsson
- Bernardo Silva
- Gonçalo Ramos
- João Félix
- João Cancelo
- Lukáš Haraslín

2 buts   
- Rade Krunić
- Alfreð Finnbogason (dont 1 penalty)
- Gylfi Sigurðsson (dont 1 penalty)
- Orri Óskarsson
- Andri Guðjohnsen
- Danel Sinani
- Yvandro Borges Sanches
- Mathias Olesen
- Gonçalo Inácio
- Diogo Jota
- Ricardo Horta
- Dávid Hancko
- Juraj Kucka
- Ondrej Duda

1 but  
- Amar Dedić
- Edin Džeko
- Amar Rahmanović
- Miroslav Stevanović
- Renato Gojković
- Davíð Kristján Ólafsson
- Mikael Egill Ellertsson
- Sandro Wolfinger
- Maxime Chanot (dont 1 penalty)
- Danel Sinani
- Otávio
- Rafael Leão

- Róbert Mak
- Tomáš Suslov
- Denis Vavro
- Róbert Mak
- Stanislav Lobotka
- Dávid Ďuriš
- Róbert Boženík
- Ľubomír Šatka

but contre son camp  (csc)
- Simon Lüchinger contre la Bosnie-Herzégovine
- Nihad Mujakić contre le Luxembourg
- Patrik Hrošovský contre la Bosnie-Herzégovine

### Passeurs
8 passes décisives
- Bruno Fernandes

4 passes décisives 
- Jón Dagur Þorsteinsson
- Bernardo Silva

3 passes décisives 
- Rúben Neves
- Dávid Hancko

2 passes décisives 
- Leandro Barreiro
- Florian Bohnert
- Rafael Leão
- Gonçalo Inácio
- Otávio
- Diogo Jota
- László Bénes
- Ondrej Duda
- Juraj Kucka

1 passe décisive 
- Amir Hadžiahmetović
- Nemanja Bilbija
- Ermedin Demirović
- Haris Hajradinović
- Alfreð Finnbogason
- Aron Gunnarsson
- Davíð Kristján Ólafsson
- Ísak Bergmann Jóhannesson
- Arnór Sigurðsson
- Willum Þór Willumsson
- Arnór Ingvi Traustason
- Victor Pálsson
- Jóhann Berg Guðmundsson
- Gerson Rodrigues
- Marvin da Graça
- Alessio Curci
- Yvandro Borges Sanches
- Nuno Mendes
- João Palhinha
- João Félix
- António Silva
- Cristiano Ronaldo
- Marek Hamšík
- Róbert Boženík
- Lukáš Haraslín

## Discipline
Un joueur est automatiquement suspendu pour le prochain match pour les infractions suivantes:
- Recevoir un carton rouge (les suspensions du carton rouge peuvent être prolongées pour des infractions graves)
- Recevoir trois cartons jaunes dans trois matches différents, ainsi qu'après le cinquième et tout carton jaune suivant (les suspensions pour carton jaune ne sont pas reportées aux barrages, aux finales ou à tout autre match international futur)

Les suspensions suivantes ont été (ou seront) purgées lors des matches de qualification:
| Joueurs                     | Cartons                                                           | Suspensions                                           |
| --------------------------- | ----------------------------------------------------------------- | ----------------------------------------------------- |
| Aron Gunnarsson             | contre Albanie en Ligue des nations 2022-2023 (27 septembre 2022) | 1re journée, contre Bosnie-Herzégovine (23 mars 2023) |
| Willum Þór Willumsson       | 4e journée, contre Portugal (20 juin 2023)                        | 5e journée, contre Luxembourg (8 septembre 2023)      |
| Christopher Martins Pereira | , 4e journée, contre Bosnie-Herzégovine (20 juin 2023)            | 5e journée, contre Islande (8 septembre 2023)         |
| Cristiano Ronaldo           | , 5e journée, contre Slovaquie (8 septembre 2023)                 | 6e journée, contre Luxembourg (11 septembre 2023)     |